# Jalal al-Din
Jalal al-Din Khan ibn Toktamish, noto semplicemente come Jalal al-Din (in arabo جلال الدین خان ابن تقتمش‎?; in tartaro: Cäläletdin; 1380 – 1412), è stato un condottiero mongolo, Khan dell'Orda d'Oro dal 1411 al 1412.

## Biografia
Discendente di Orda Khan e perciò anche di Gengis Khan in linea diretta, Jalal era figlio di Toktamish, ultimo grande khan riunificatore dell'Orda d'Oro.
Dopo la morte di suo padre nel 1406, Jalal ad-Din fuggì in Lituania per cercare il sostegno del Granduca Vitoldo. Nel 1410 affiancò l'esercito polacco-lituano nella vittoriosa battaglia di Grunwald contro l'Ordine teutonico, che pose fine al potere dell'antico ordine monastico-militare.
L'anno seguente, con il sostegno della Lituania, rovesciò Timur Khan dell'Orda d'Oro e conquistò il titolo di khan, approfittando tra l'altro della fuga di Edigu (tradito dallo stesso Timur Khan) in Corasmia. Qualche tempo dopo fece coniare delle monete con il suo nome. Secondo una cronaca russa, il breve regno di Jalal ebbe fine nel 1412 a seguito del suo assassinio per mano del fratello Kerimberdi.